# Kate Howarth
Kate Howarth (* 3. Juli 1991 in Grand Blanc, Michigan) ist eine US-amerikanische Fußballspielerin, die seit 2014 bei den New England Mutiny in der WPSL unter Vertrag steht.

## Karriere
Im Jahr 2012 spielte Howarth bei New England Mutiny in der zweitklassigen WPSL Elite. Anfang 2013 wurde sie von der neugegründeten NWSL-Franchise der Boston Breakers verpflichtet, ihr Ligadebüt gab sie dort am 4. Mai gegen die Chicago Red Stars. Ende Juni wurde ihr Vertrag von Boston aufgelöst, Howarth war bis dato nur zu vier Kurzeinsätzen als Einwechselspielerin gekommen. Zur Saison 2014 kehrte sie zu den New England Mutiny zurück, die seit der Saison 2016 in der neugegründeten UWS antreten.